# К. С. Маниам
К. С. Маниам (при рождении Субраманиам Кришнан; 4 марта 1942, Бедонг, штат Кедах, Британская Малайя — 19 февраля 2020, Куала-Лумпур, Малайзия) — малайзийский писатель, драматург и педагог, прозаик, писавший на английском языке.

## Краткая биография
После окончания английской школы уехал в Индию заниматься медициной, но позднее решил стать учителем, и в 1962 поступил в педагогический колледж в Вулвергемптоне (Англия), специально созданный для подготовки учителей для Малайи, и окончил его в 1964 г. В 1970—1973 гг. учился на гуманитарном факультете Университета Малайя, где специализировался по истории английской литературы. Здесь же позднее закончил магистратуру. В 1979—1997 — преподаватель английского языка и литературы в университете Малайя, в том числе в 1986—1997 гг. в должности профессора Скончался от рака жёлчных протоков.

## Творчество
В 1964 г. опубликовал первое стихотворение. Кроме стихов писал рассказы, повести, пьесы. В своих произведениях рассказывал о жизни индийской диаспоры в послевоенный период: повести «Возвращение» (1981), «В далёкой стране» (1993), «Между двумя жизнями» (2003), пьесы « Шнур» (1983), «Песочница» (1990), «Кожа» (1995). Стал одним из самых читаемых англоязычных писателей Малайзии в мире. Повесть «Возвращение» в течение многих лет включалась в программу литературы для средней школы. Один из основателей Центра пяти искусств (1984), на сцене которого были поставлены все его пьесы. В марте 2019 г. в филиале Ноттингемского университета в Куала-Лумпуре состоялась презентация «Избранных трудов» писателя.

## Награды
- Первая премия за лучший рассказ (1984, конкурс «Нью Стрейтс Таймс» — «Макдоналдс»)
- Первая премия за лучший рассказ (1990, конкурс «Нью Стрейтс Таймс» — «Шелл»)
- Премия имени писателя Раджа Рао (2000, Индия)

## Впечатление
«Вы можете утверждать, что общество, которое он изображал в своих работах, не было многонациональным, поскольку он сосредоточился на индийской общине на плантациях. Но главная его заслуга состоит в том, что он показал, как его герои учатся быть малайзийцами. В этом смысле его произведения отражают малайзийское общество, потому что именно это пытается сделать большинство из нас — учиться быть малайзийцами». — .-Сьюзан Филип, преподаватель Университета Малайя 

## Основные труды
Повести
- The Return (London: Skoob, 1981, 1993)
- In A Far Country (1993)
- Between Lives (2003)

Пьесы
- The Cord (1983)
- The Sandpit: Womensis (1990)
- Kulit (1995)

Рассказы
- The Eagles (1976)
- Removal in Pasir Panjang (1981)
- The Pelanduk (1981)
- The Third Child (1981)
- The Dream of Vasantha (1981)
- Project: Graft Man (1983)
- We Make It To The Capital (1984)
- The Aborting (1986)
- Encounters (1989)
- Parablames (1989)
- Plot (1989)
- Haunting the Tiger (1990)
- Sensuous Horizons: The Stories & The Plays (1994)
- In Flight (written 1993, published 1995)
- Arriving …and other stories (1995)
- Faced Out (2004)
- Guardian Knot
- A Stranger to Love Petaling Jaya: Maya Press, 2018. 1st Edition. Paperback. 278 pp. ISBN 978-983-2737-57-5.[6]